# Umeås historia

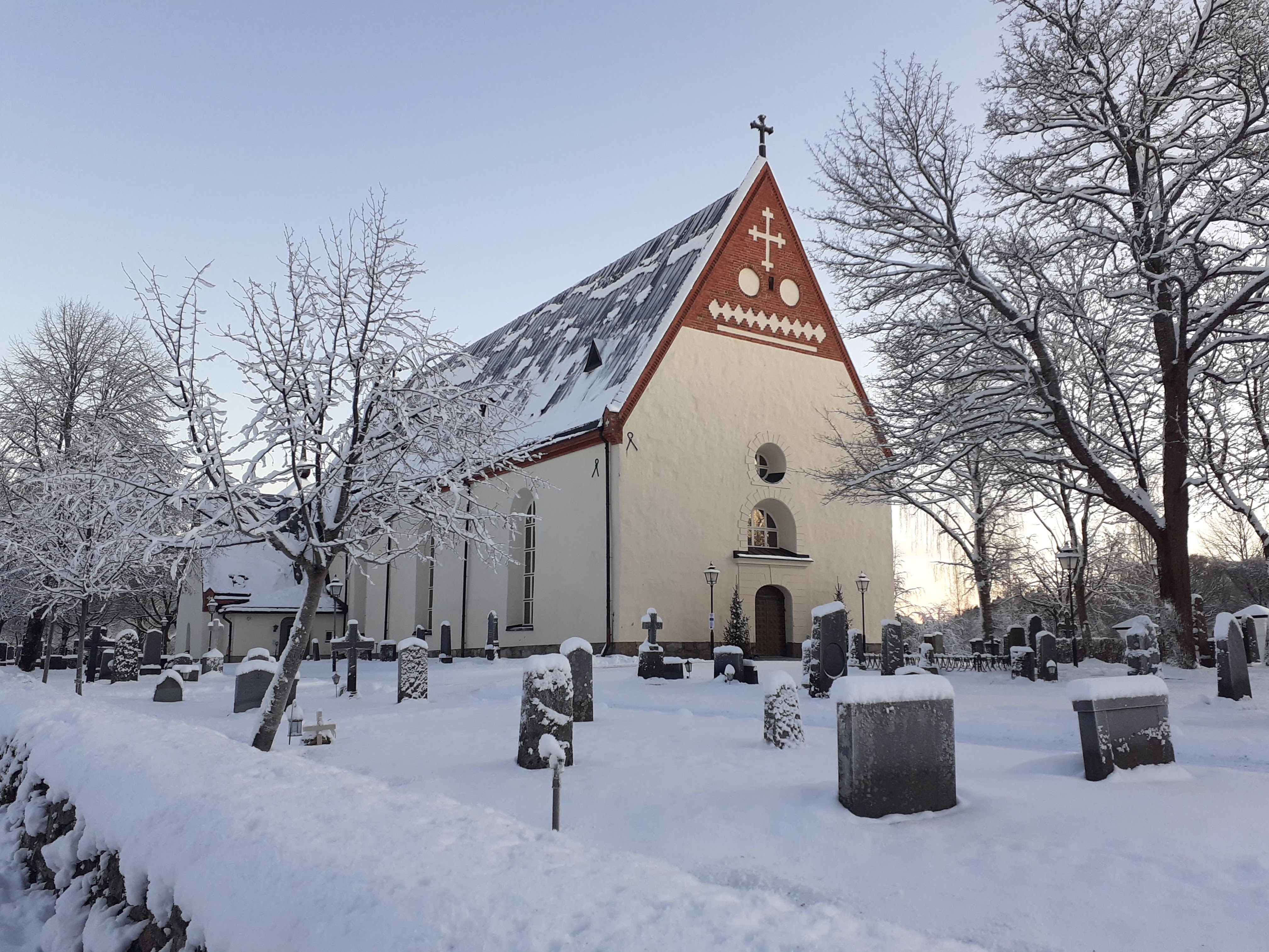
Backens kyrka väst om stan har en historia som leder till medeltiden. Umeå växte fram i området direkt öst om kyrkan.

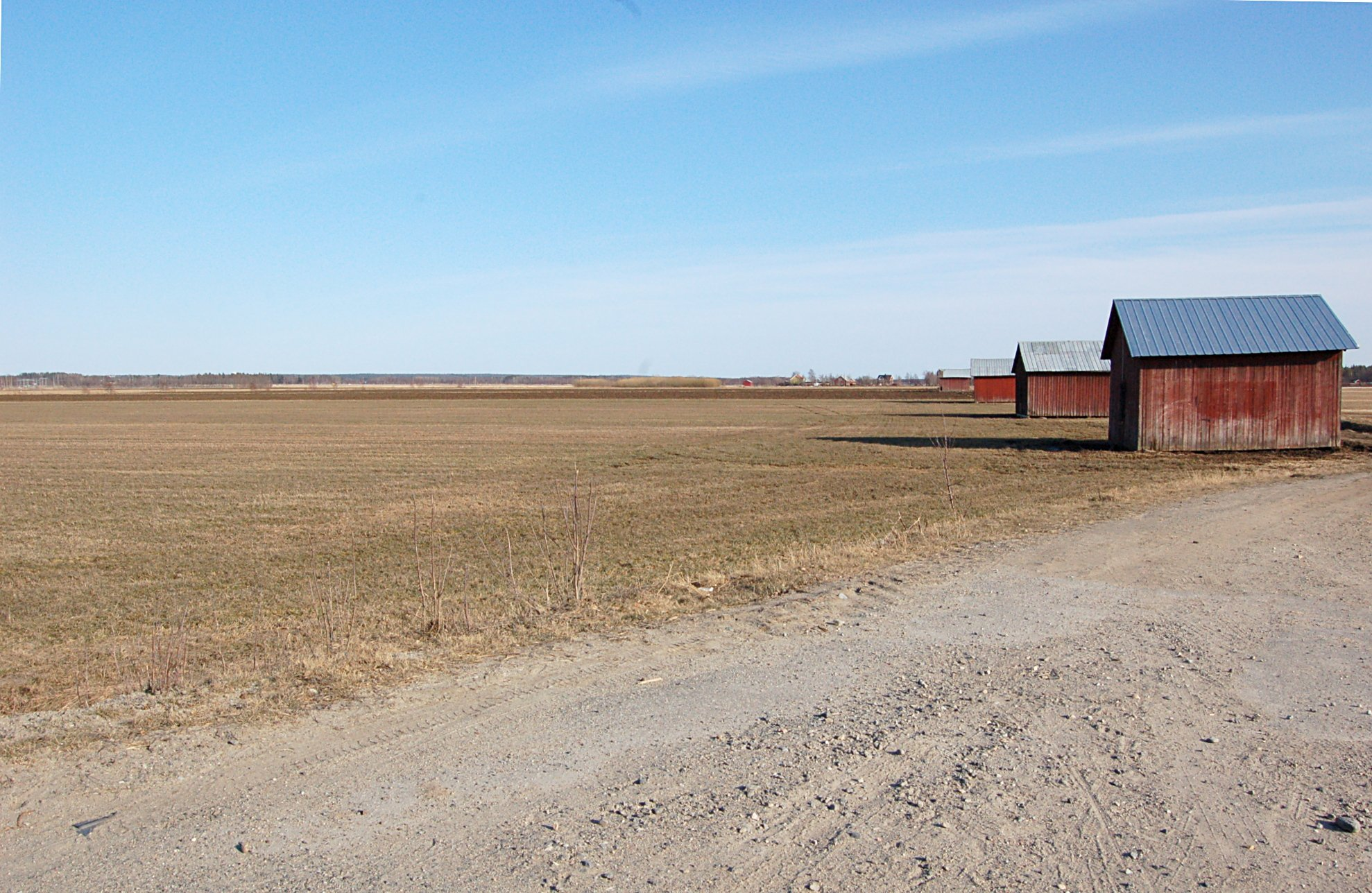
Röbäcksslätten söder om staden har bevarat sin agrara karaktär.

Umeås historia finns skriftligt dokumenterad från 1300-talet.

## Förhistoria
Det har under lång tid funnits människor i Umeå älvdal. De äldsta hällristningarna nära Umeå, i Norrfors omkring 10 kilometer väster om staden, är från cirka 3 000 f.Kr. På flera håll finns också lämningar av boplatser och odlingar från bronsåldern fram till 1000-talet. I området odlades korn och vete i det då milda klimatet och älg och bäver jagades längre in i landet. Med tiden blev klimatet återigen svalare och vid 500 f.Kr. hade odlingen övergetts till förmån för jakt och fiske. En stor del av det som idag utgör Umeå var fortfarande under havsytan år 1000 e.Kr.

## 1300–1500-talen
Första gången Umeå omnämns i skrift är år 1314 när Umeå kyrksocken nämns i den kyrkliga skattelängden Sexårsgärden och därmed börjar betraktas som en del av kyrkans område. Namnet förekom också i en skrift i Hälsingelagen år 1320.
Vid den tiden var centralorten belägen ungefär vid nuvarande Backens kyrka, där det fanns handelsplats, hamn och en träkyrka. Umeå (Vma) nämns också i Hälsingelagen från cirka år 1320, där det stadgas om bågaskatt. Kolonisatörer som sökte sig till vildmarken använde då Umeå som ett stopp på vägen.
Under samma århundrade gavs hela Umeå som förläning åt Upplands lagman, riddaren Nils Gustafsson, som liksom senare hans son Erik Puke, styrde socknen från Korsholms slott. Byn Kåddis skänktes år 1324 till ärkebiskopen, men övertogs 1426 av König Skarlakan. År 1482 fick ärkebiskopen Jakob Ulvsson hela Norrland, inbegripet Umeå socken, i förläning. 19 år efter att området överlåtits till ärkebiskopen, år 1501, ersattes den gamla träkyrkan i Backen i Umeå med en stenkyrka. Det dröjde dock till år 1508 innan kyrkan var färdigställd. År 1526 tog lutheranen Bo Warniksson över som präst i Backens kyrka efter den katolske mäster Gerlach och därefter blev Umeå protestantiskt.
Landsköpmän var bönder som också bedrev handel, varvid de försåg invånarna med nödtorft som salt, vadmal, hampa, spannmål och lärft. Umeå socken hade år 1539 två landsköpmän, en i Degernäs och en i Röbäck – ett antal som 1549 hade ökat till femton.

### Stadsprivilegier
I början av 1580-talet uppvaktade västerbottningarna kung Johan III för att få en köpstad till landskapet. Kungen ställde sig positiv till detta och utfärdade 1588 stadsprivilegier för en stad i Umeå socken. Det var interimsprivilegier som skulle gälla i sex år. Den plats som föreslogs för Umeå stad låg på prästbordet i Backen, fem kilometer väster om nuvarande centrum. Där låg sockenkyrkan och Umeå kungsgård, där hölls årliga lappmarknader med regionens samer och dit ledde alla någorlunda framkomliga vägar i socknen. Där fanns det en hamn i Umeälven och kyrkstugor för allmogen. Landsköpmännen bodde också i stor utsträckning i byarna närmast sockenkyrkan, i exempelvis Ytterhiske, Västerhiske, Grisbacka, Grubbe, Baggböle, Klabböle, Kåddis och Brännland. Stadsplatsen godkändes av kungen. Ambitionen var att området kring Backens kyrka skulle växa genom att köpmän från socknarna i Umeå, Bygdeå, Lövånger och Skellefteå skulle flytta dit. Då var staden en knutpunkt för vägar både på vatten och land, men älven var inte längre lika djup och därför var det inte heller möjligt för större båtar att angöra hamnen. Intresset svalnade, två år senare fanns de två landsköpmännen inte längre kvar och under 1590-talet dog staden ut. Då hade en efter en återvänt till sina ursprungsorter och handlarna i Skellefteå hade vägrat att flytta till Umeå från första början. Staden var inte färdigbyggd innan epoken som stad avslutades och kvar fanns var ett fåtal tomma stugor runt sockenkyrkan. Av 1594 års räkenskaper framgår att det då inte fanns några borgare mantalsskrivna i staden och att antalet landsköpmän sjunkit till 30 från att ha varit 51 det år då staden anlades. Av den första staden återstod då inget annat än ett mörkfärgat så kallat stadslager i jorden kring Häradsvägen där den går från kyrkan mot söder, ned mot älven. Vid arkeologiska undersökningar har tegel, järnföremål, fragment av kritpipor, fönsterglas med mera påträffats inom en yta på omkring 100 x 50 meter. Platsen är klassad som fast fornlämning (Umeå stad 127).
Från 1594 fortlevde kyrkstaden med sin vardagliga verksamhet intill området Hamnen som åter blev sockenhamn och där flera bönder idkade handel och byggde upp mindre handelsflottor. Här bodde olika sociala grupper som hantverkare och lägre statstjänstemän, "fogdetjänare". Totalt fanns här tio stugor, inklusive tre kyrkstugor, år 1596. Från 1610-talet ökade antalet kyrkstugor till sju, varav tre i området Hamnen och fyra i områdena Backen och Västerbacken.
Hamnen i kyrkstaden upphörde med tiden eftersom älven hade uppgrundats genom landhöjningen och större båtar inte längre kunde angöra platsen.
År 1609 utnämndes Petrus Königsson, senare Petrus Kenicius, från Baggböle till ärkebiskop i Sverige, han krönte år 1617 Gustav II Adolf. Under 1600-talet ville Gustav II Adolf återigen bygga upp staden, och fyra år efter kröningen beordrade en kunglig kommissionen sockenborna att åter bygga en stad, denna gång på norra älvstranden, fem kilometer nedströms från det tidigare centrumet, med hänvisning till den landhöjning som skett.
År 1621 erhöll Piteå, Luleå och Torneå stadsprivilegier och året därpå, år 1622, erhöll även Umeå nya stadsprivilegier. Socknarna Skellefteå och Burträsk hade då redan fördelats till Piteås handelsområde varför  Umeå fick nöja sig med Umeå socken, Bygdeå socken samt Lövånger socken. De som skrev sig i Umeå blev då kallade borgare och hade då rätt att bedriva handel inom bestämda geografiska områden. Som belöning fick de nyinflyttade tullfrihet under ett par år samt visst självstyre med en egen borgmästare. I gengäld skulle man, efter den inledande perioden av skattelättnader, förtulla alla varor som kom till staden samt betala skatter.

## 1600-talet

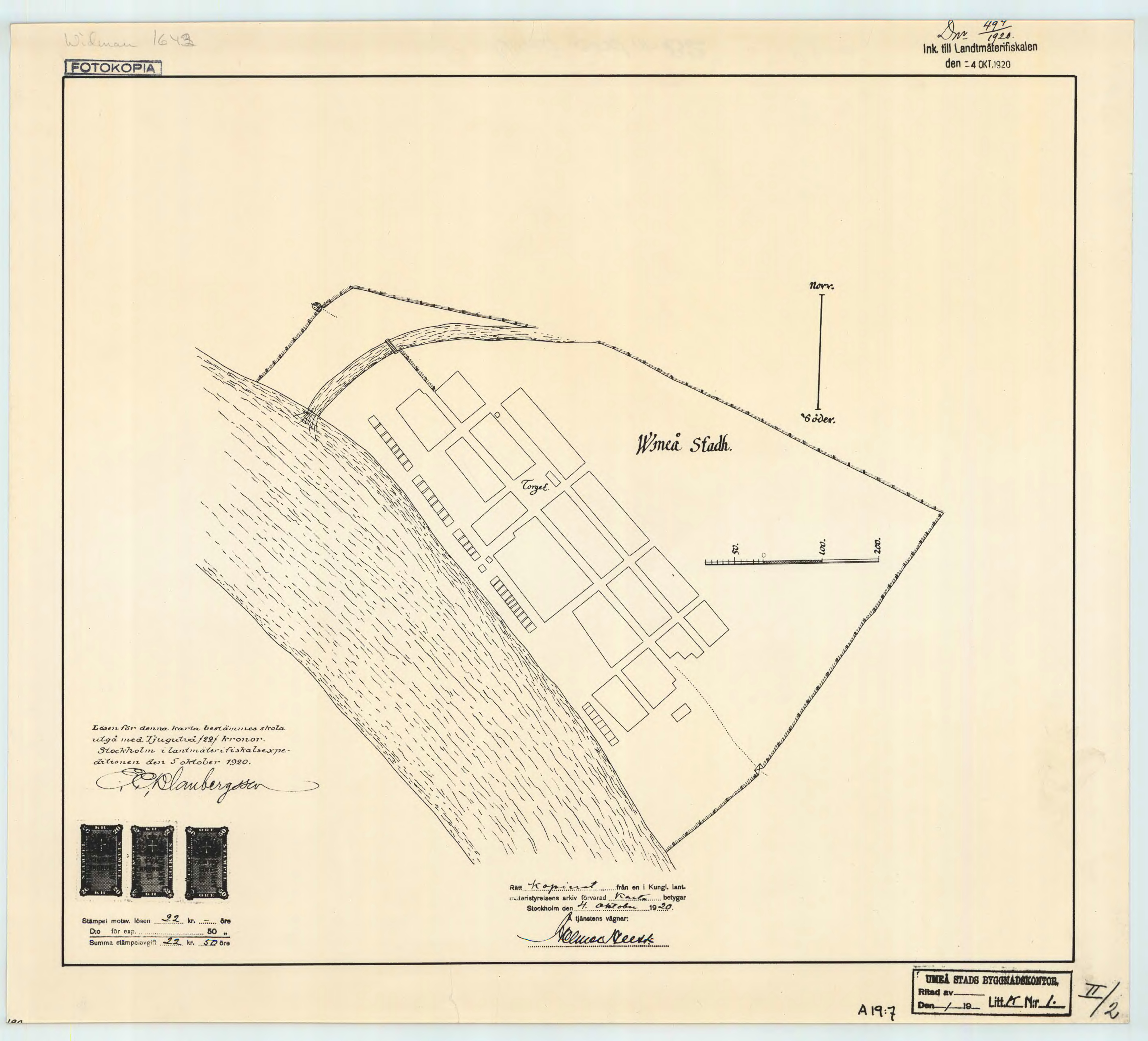
Wmeå Stadh 1643

År 1621 sände Gustav II Adolf en delegation under Olof Bure att planera staden igen. På grund av landhöjningen valdes ett område kring fem kilometer öster om dåvarande centrum, som i folkmun länge fortsatte att kallas Umeå Moder. För den nya staden köptes år 1622 Sandahemmanet på Ytterhiske om ett halvt mantal av Olof Östensson, som blev borgare i staden. Stadsmarken kostade 500 daler kopparmynt.
Troligen var det Olof Bure som utförde stadsplanen. Den 22 juni 1622 utfärdade riksrådet interimistiska stadsprivilegier för Umeå stad. Stadsbilden var typisk för epoken, med inte helt raka rutnätsgator och huvudgator som löper parallellt med älven. Torget var förhållandevis oansenligt och låg i stadens västra del. Möjligen verkställdes inte alla Bures planer, så till exempel den om en tredje huvudgata. Spår av Bures stadsplan är Storgatan, Västra Rådhusgatan och Rådhustorget.
Stadens handelsområde begränsade sig till den egna socknen samt Bygdeå och Lövånger medan de angränsande socknarna Skellefteå och Burträsk tillföll Piteå som erhållit stadsprivilegier året innan. Under de år Livland var svenskt (Svenska Livland 1629–1721) handlade Umeå också med Riga och Reval (Tallinn). År 1634 fick Umeå delad rätt med Härnösand att handla i Nordmalings socken, vilket kan ha räddat staden från att helt tyna bort under 1630-talets missväxtår.
År 1638 bildades Västerbottens län, motsvarande dagens Norr- och Västerbotten, och Umeå utsågs i samband med detta till residensstad. Residensstaden Umeå hade då 40 invånare, men staden växte och år 1652 var 200 invånare bosatta i Umeå. Samma år fick staden sin första skola.
De definitiva stadsprivilegierna fick staden av drottning Kristina 1646, samma år som uppförandet av Umeå stads kyrka påbörjades. Nicodemus Tessin d.ä. tog över stadsplaneringen efter Bure. Han gjorde stadens form mer rektangulär, och Kungsgatan kan möjligen härledas till hans stadsplaner. Daniel Jonsson Trast var stadens förste borgmästare. Han tillträdde omkring 1640, men fick kunglig fullmakt först 1648. För att locka bönderna att bli stadsbor fick de bland annat sex frihetsår.

## 1700-talet

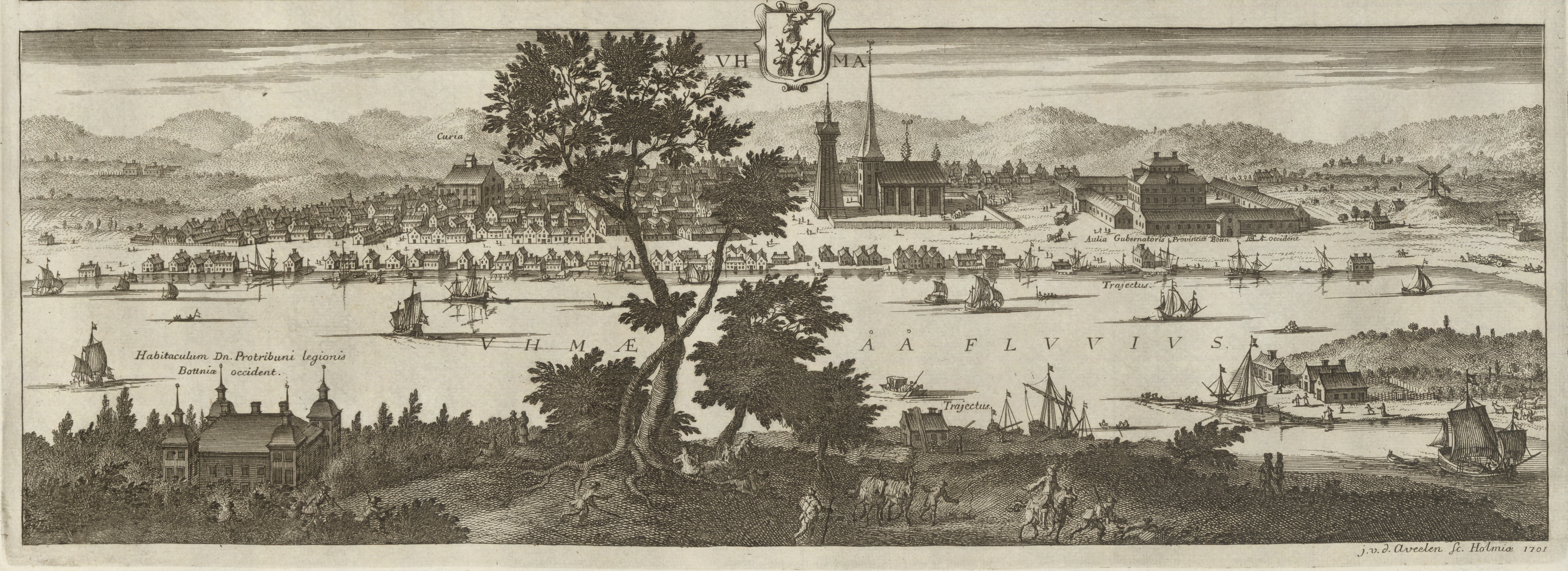
Umeå omkring år 1700. Ur Suecia antiqua et hodierna och därmed troligen inte helt tillförlitlig.

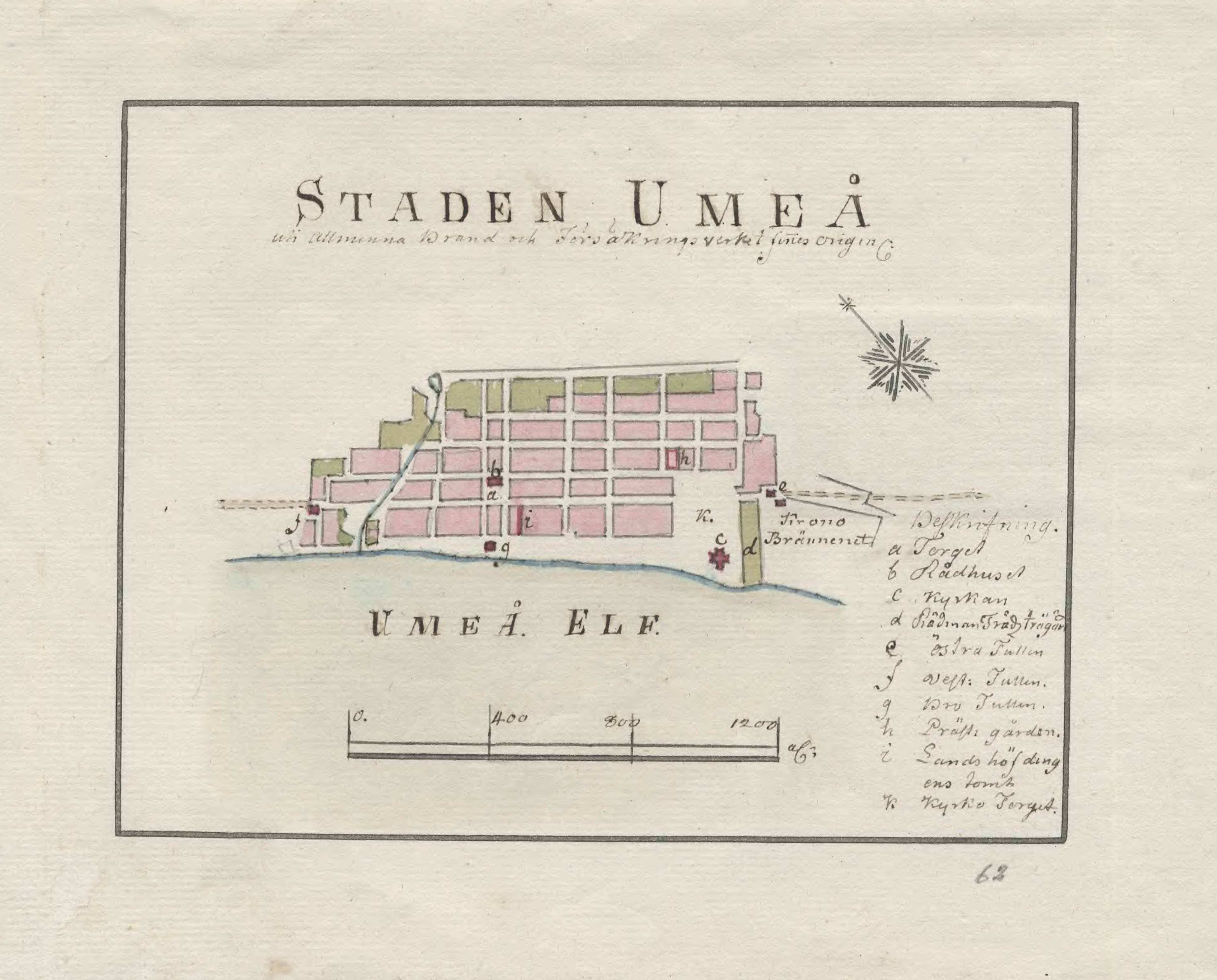
Karta över Umeå från 1790-talet

Sverige låg vid ingången till 1700-talet i krig med Ryssland (Stora nordiska kriget) och ryska trupper brände den 20 september 1714 ner hela staden så när som på stadskyrkan, sedan de svenska trupperna, under landshövding och generalmajor Anders Erik Ramsay, övergivit staden. Ryssarna beslagtog också handelsskeppen i hamnen med de laster de hade. I januari 1719 tog sig ryssarna över den tillfrysta Kvarken och plundrade Umeå. Ryssarna brände den återuppbyggda staden den 22 maj 1720 och de tillfälliga bostäder som satts upp den 8 juni 1721. Det året bodde det 218 personer i staden. Men staden repade sig åter och Carl von Linné beskrev den 1734 med orden "Umeå, en liten stad som ännu eij wähl reparerat sig efter det skadestånd den led af fiendens eld, då den totaliter blef afbränd.". 

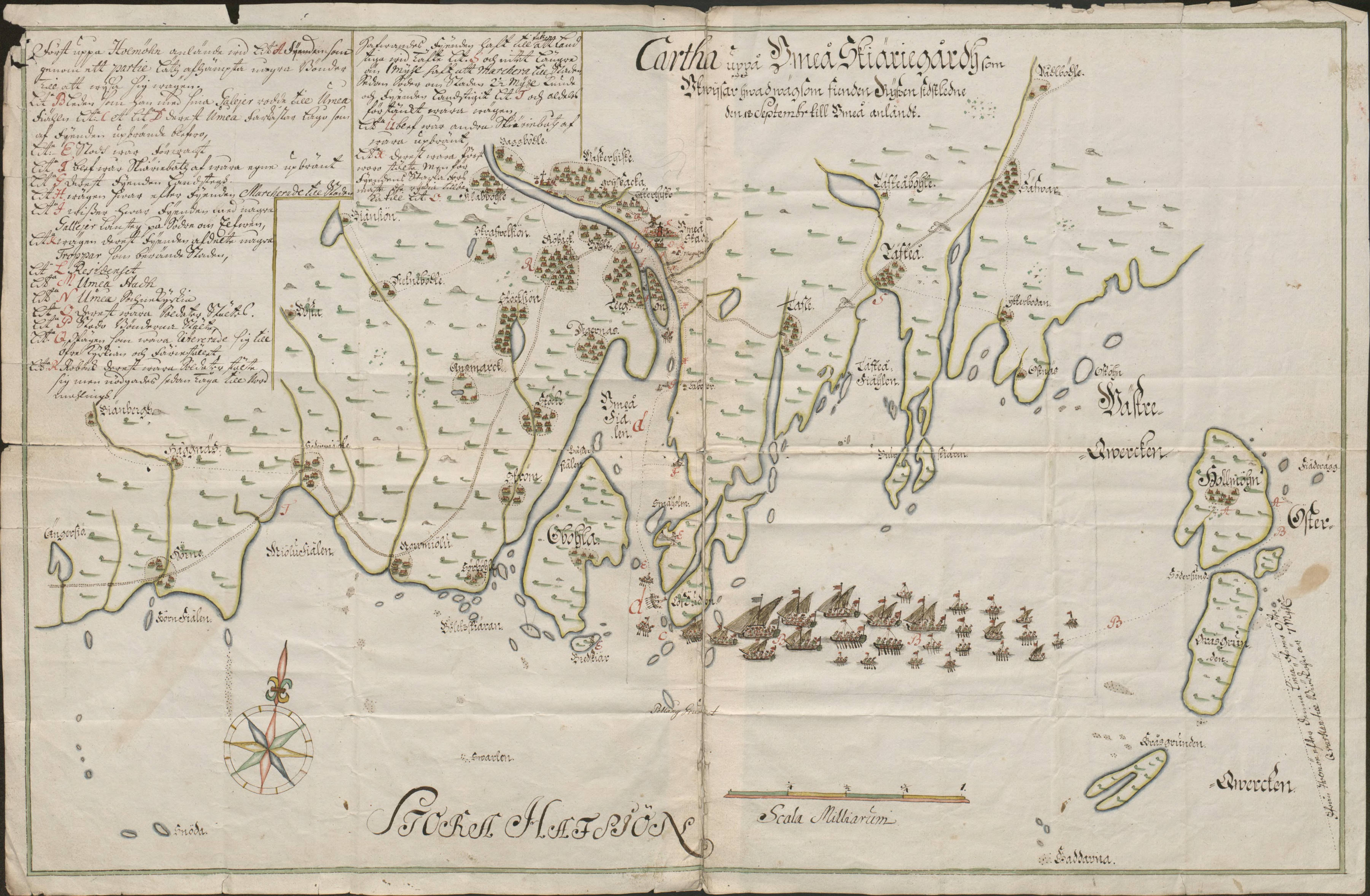
Den ryska flottan på sin väg att attackera Umeå (1714).

Landshövdingarna Jacob Grundel och Gabriel Gyllengrip verkade kraftfullt för att snabbt bygga upp staden och 1751 hade Umeå 705 invånare. Den återuppbyggdes efter de gamla stadsplanerna men fick några fler gator. År 1780 beslutades att husen i staden, som var byggda av trä, skulle målas röda och att de skulle numreras.
År 1756 togs Bottniska handelstvånget bort och staden fick stapelstadsrätt gemensamt med resten av Västerbotten 1766. Stapelstaden förlades i Ratan. Umeå hamn började handla med utlandet, och behövde inte längre gå via mellanhänder i Gävle eller Stockholm.
År 1771 hade bara två bodar i staden öppet året runt. Den mesta försäljningen skedde på marknader i Umeå, Nordmaling, Bygdeå, Lövånger, Burträsk och lappmarkerna. På dessa marknader köpte borgarna upp varor som brädor, fisk, skinn av ekorre, bäver, björn, utter, järv, räv och hermelin, och tran från säl. Dessa varor, och järn från Robertsfors och Olofsfors, sålde köpmännen sedan vidare.
Av stadens 836 invånare år 1771 hade 88 burskap. Av de senare var 38 handlare, 24 hantverkare och 26 fiskare. 110 tomter var bebodda, och staden införskaffade fortlöpande mark österut för att kunna utvidgas.
År 1785 inrättades Övre Norrlands första lasarett i Umeå, strax utanför stadens tullar, på tomten Sandåkern 3, nuvarande Storgatan 28.

## 1800-talet

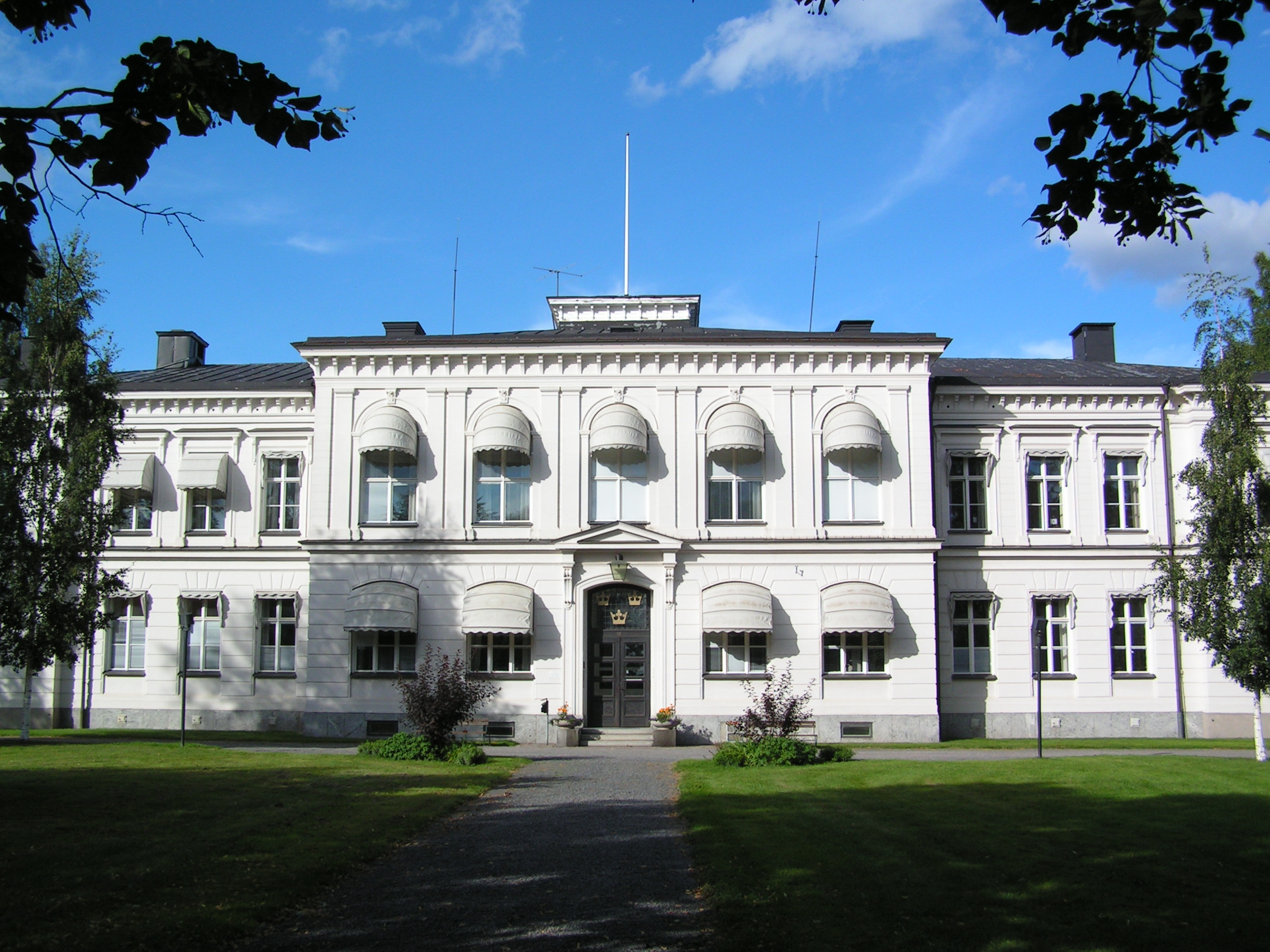
Hovrätten för Övre Norrland, byggd 1886–1887.

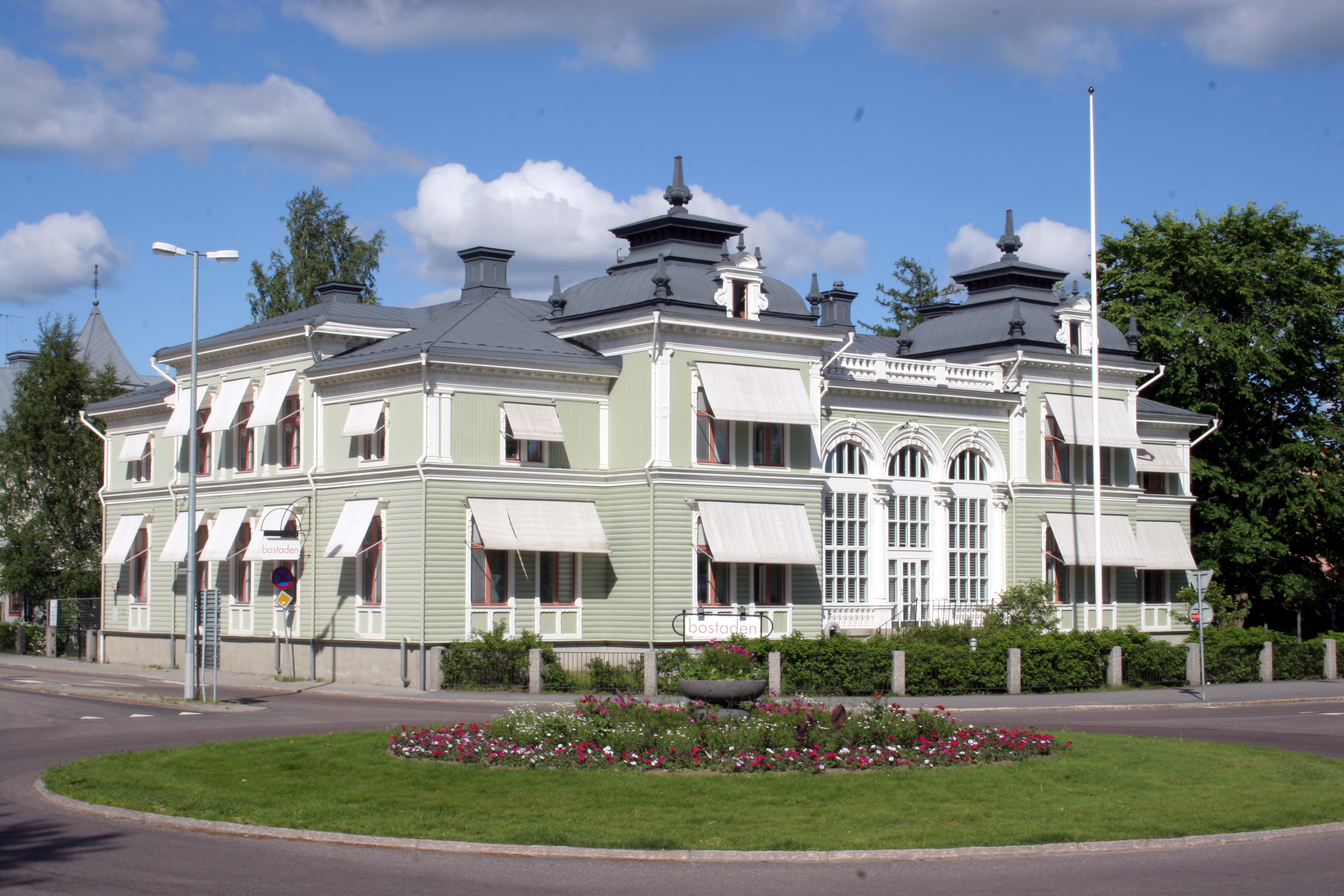
Moritzska gården, ritad 1891.

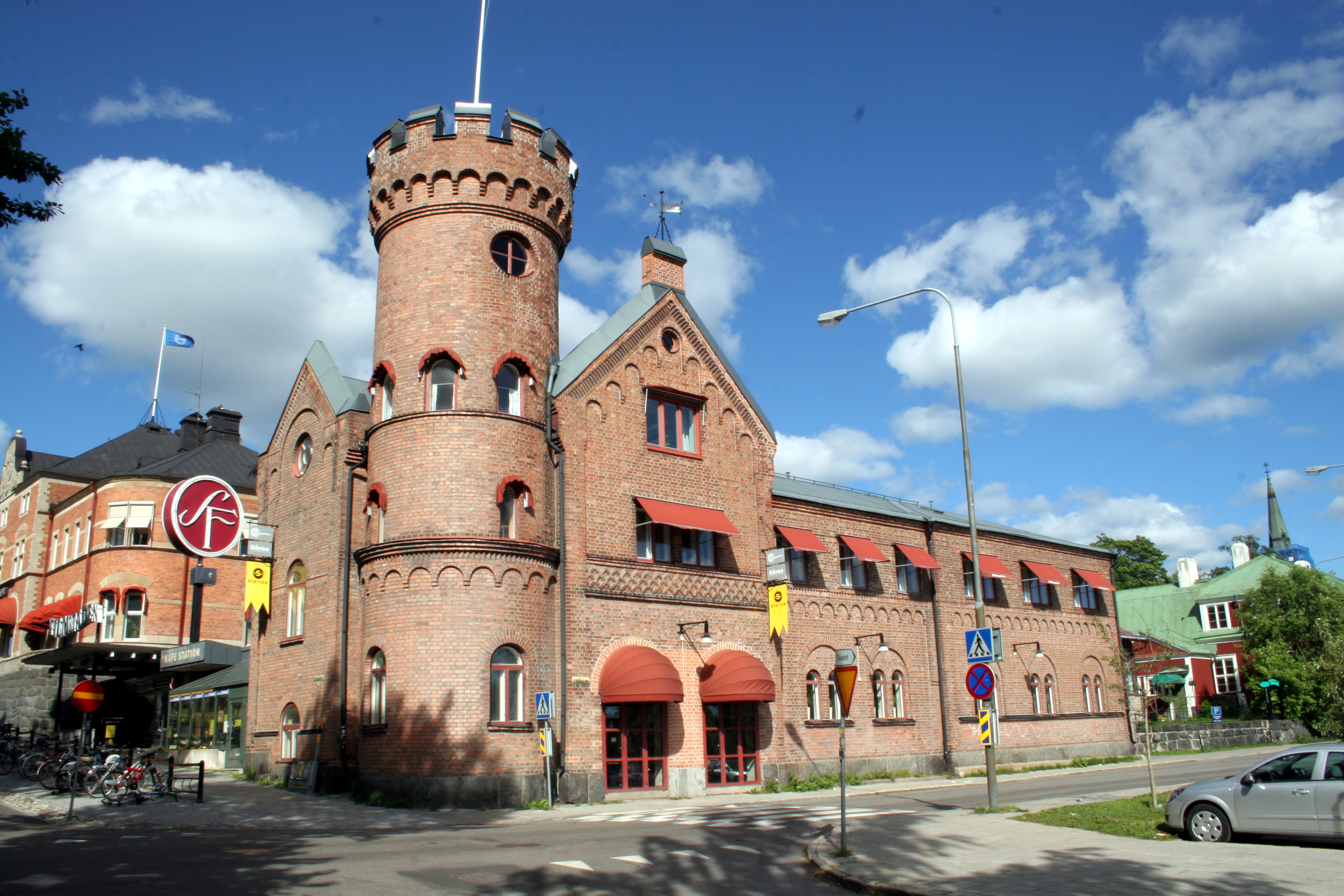
Gamla elverket byggdes av överblivet tegel efter kyrkan. Där fanns också en brandstation.

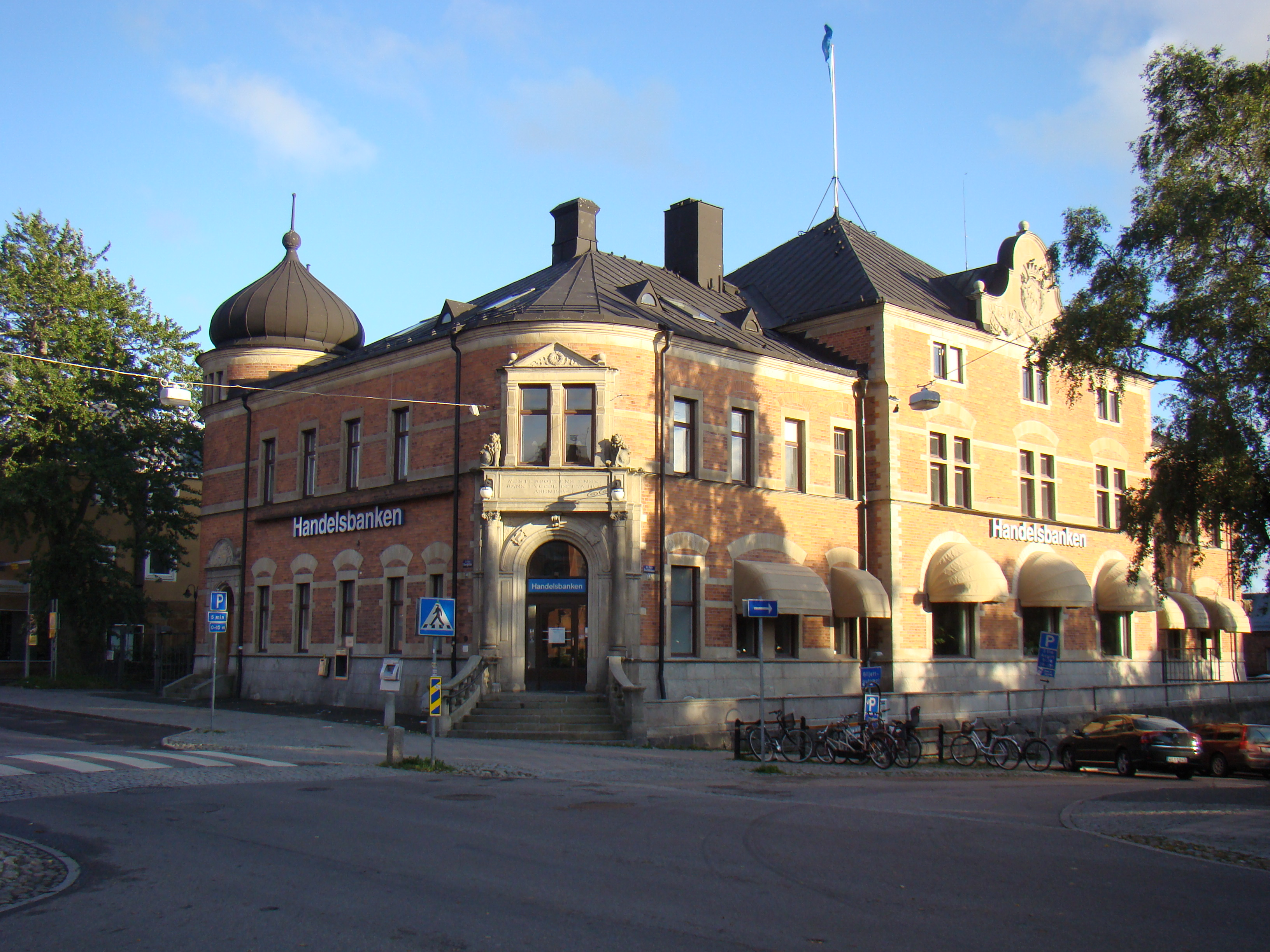
Handelsbanken i Umeå, ritad 1894 av Ernst Stenhammar.

Umeå var en central skådeplats för finska kriget år 1809. I mars 1809 intogs Umeå av ryska trupper, men dessa tvingades på grund av en kommande fredsförhandling att lämna staden efter endast ett par dagars belägring. I slutet av maj anföll ryssarna ånyo och den svenske generalen Georg Carl von Döbeln utrymde staden som återigen intogs av ryssarna den 1 juni. Dessa besatte staden tills den ryske generalen Nikolaj Kamenskij den 20 augusti tvingades till reträtt i Ratan. I samband med ryssarnas intåg bröt flera svåra farsoter ut, bland annat rödsot och fläckfeber, och många invånare avled till följd av detta.
År 1843, samma år som Svenska Förlagsföreningen (senare Svenska Förläggareföreningen) bildades, fick Umeå länets första kommissionsbokhandel, och i mitten av 1850-talet öppnade konditor Fredrik Plagemann stadens första  serveringsställe, ett så kallat schweizeri, ett kafé med alkoholutskänkning. Ett nytt länscellfängelse färdigställdes 1861.
Skeppsvarven präglade staden från slutet av 1700-talet. På Teg fanns tre rederier, och detta var en betydande näring fram till dess ångbåtarna konkurrerade ut segelfartygen. Från 1862 inleddes regelbunden gods- och passagerartrafik med ångbåt mellan staden och skärgårdens lastageplatser och hamnar – en trafik som bedrevs flera årtionden in på 1900-talet.
Åren 1860–1863 byggdes Gamla bron över älven och ungefär samtidigt skapades Döbelns park. Flera sågverk anlades i Umeås utkanter och goda tider gjorde ägarna förmögna. Ett spår av välmågan är Moritzska gården.
Johan Nordqvist uppförde år 1884 Hovrätten – en av få byggnader som klarade branden – ursprungligen för att inhysa folkskollärarinneseminariet som bildades 1876. Ett hus av amatörarkitekten Axel Cederberg, Smörasken, är likaså bevarat liksom en del av von Ahnska magasinet.
Skråväsendet upphörde i Sverige genom 1846 års införande av Fabriks- och hantverksordningen. Därmed omskapades stadens organisation, exempelvis genom införande av drätselkammare. Det fanns då i Umeå stad 35 hantverkare som hade burskap, tre utan burskap, och tre fabrikanter, vilka 1847 tillsammans bildade Umeå Fabriks- & Hantverksförening.

### Stadsbranden

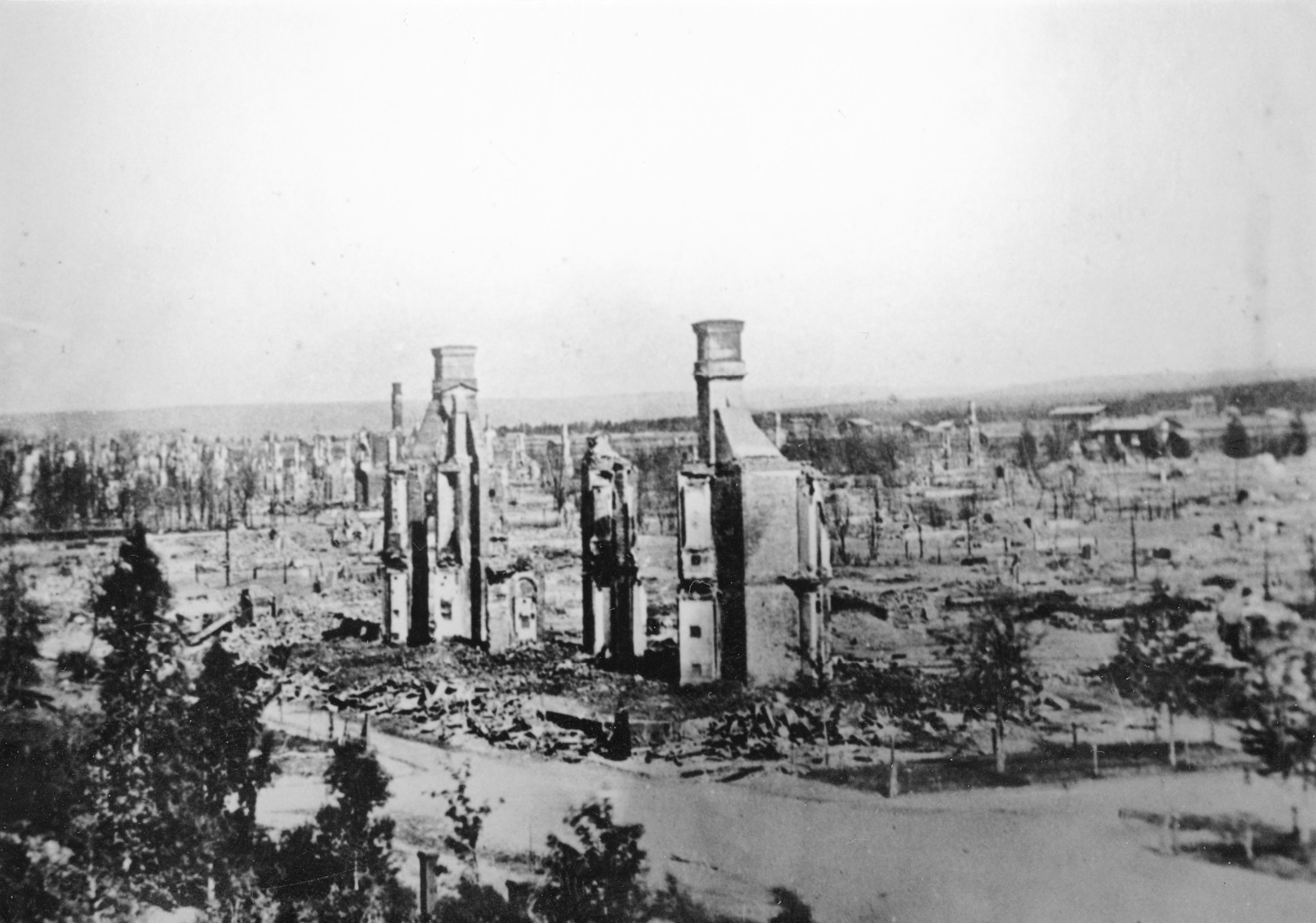
Umeå efter stadsbranden. Fotograferat från fängelsets tak mot nordväst.

Den 25 juni 1888, samma dag som Sundsvallsbranden, var det åter dags för staden att brinna ner till grunden. Allt började strax efter klockan tretton med en brand i Umeå bryggeriaktiebolags huvudbyggnad, som låg väster om Renmarksbäcken ungefär vid Storgatan 38, och brinnande takspån från bryggeriets tak följde med de kraftiga vindarna österut över staden. Tidigare den morgonen hade en brand brutit ut vid ett sågverk i Holmsund varför stadens enda ångspruta hade transporterats dit. Den kraftiga vinden och avsaknaden av brandsprutan gjorde att branden spred sig snabbt mellan husen i de trånga gatorna i staden. Först när branden nådde Östra Esplanaden vid nittontiden hejdades den när vinden slog om till nordost och husen öster om esplanaden, däribland fängelset, skonades från branden. Totalt blev cirka 2 300 av stadens 3 000 invånare hemlösa men ingen omkom i branden.

#### Återuppbyggnad

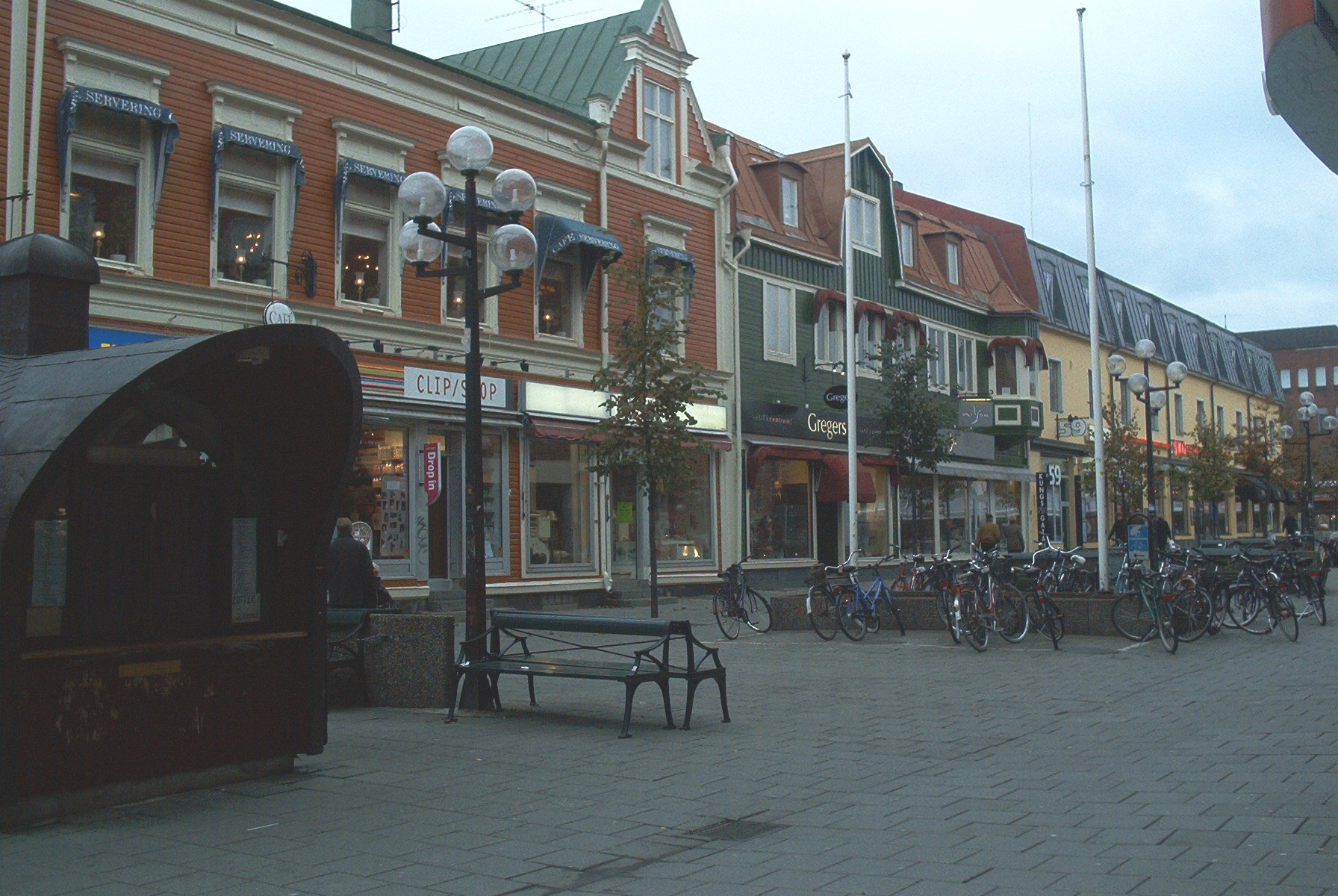
Köpmannahus i trä i västra Centrum, mitt emot MVG-gallerian i Domushuset.

När staden åter skulle byggas upp beslutades att gatorna inte fick vara för trånga och att björkar skulle planteras längs alla gator och därmed tillkom uttrycket "björkarnas stad". Fredrik Olaus Lindström ledde återuppbyggnaden. Husen som uppfördes byggdes företrädesvis i trä, och gav stadsbilden dess markanta prägel. Bland arkitekterna märks Carl Fridolf Engelbert Sandgren (Blå huset, med flera), Erik Olof Mångberg (Verkmästare Anderssons hus, Ordenshuset, med flera), Viktor Åström (Stora hotellet, med flera) och Ragnar Östberg (Aschanska villan, Scharinska villan). Några praktbyggnader i tegel uppfördes av Ernst Stenhammar (Handelsbanken), Fredrik Olaus Lindström (Riksbanken, Umeå rådhus, Umeå stads kyrka), Torben Grut (Sparbanken). Det stora Tullmagasinet vid Tegsbron uppfördes av Mångberg. Med det överblivna teglet från kyrkan, uppfördes den slottslika Borgmästarevillan av Per Eriksson. På kvarteret Höder i västra centrum uppfördes köpmannahus i trä som ännu är bevarade.

### Elektricitet och rinnande vatten
Som fjärde stad i Sverige fick Umeå år 1892 elektrisk gatubelysning i samband med att ett elektricitetsverk upprättats. Gamla elverket av Wilhelm Stolpe är en rest från detta och är byggt som en medeltida borg. Vid mitten av 1890-talet var järnvägen på väg till Umeå och Folke Zettervall anlitades för att rita Järnvägsstationen. Gamla bron fick sin nuvarande form efter branden, och var länge den enda bron över älven.
Under 1890-talet försämrades vattenkvaliteten i stadens brunnar, och älven hade blivit alltför förorenad, så staden beslutade 1897 att göra Taflesjön (nuvarande Nydalasjön) till vattentäkt, eftersom den låg 25 meter högre än själva staden. Ett sandfilterverk placerades vid sjöstranden, och en självtrycksledning drogs till en 750 kubikmeter stor reservoar i Hamrinsberget varifrån i sin tur dricksvattenledningar drogs till stadens då cirka 300 fastigheter. I den växande staden – och med vattentoalettens intåg – blev vattentillgången dock snart otillräcklig och redan 1913 byggdes ett nytt vattenverk vid Kulla, med Piparbölesjön som vattentäkt.
År 1899 ersattes stadens vedeldade ångkraftverk med Klabböle kraftverk, ett vattenkraftverk i Klabböleforsen, det första i sitt slag i Umeälven. Kraftverket finns i dag kvar som museum, kallat Umeå Energicentrum.

## 1900-talet

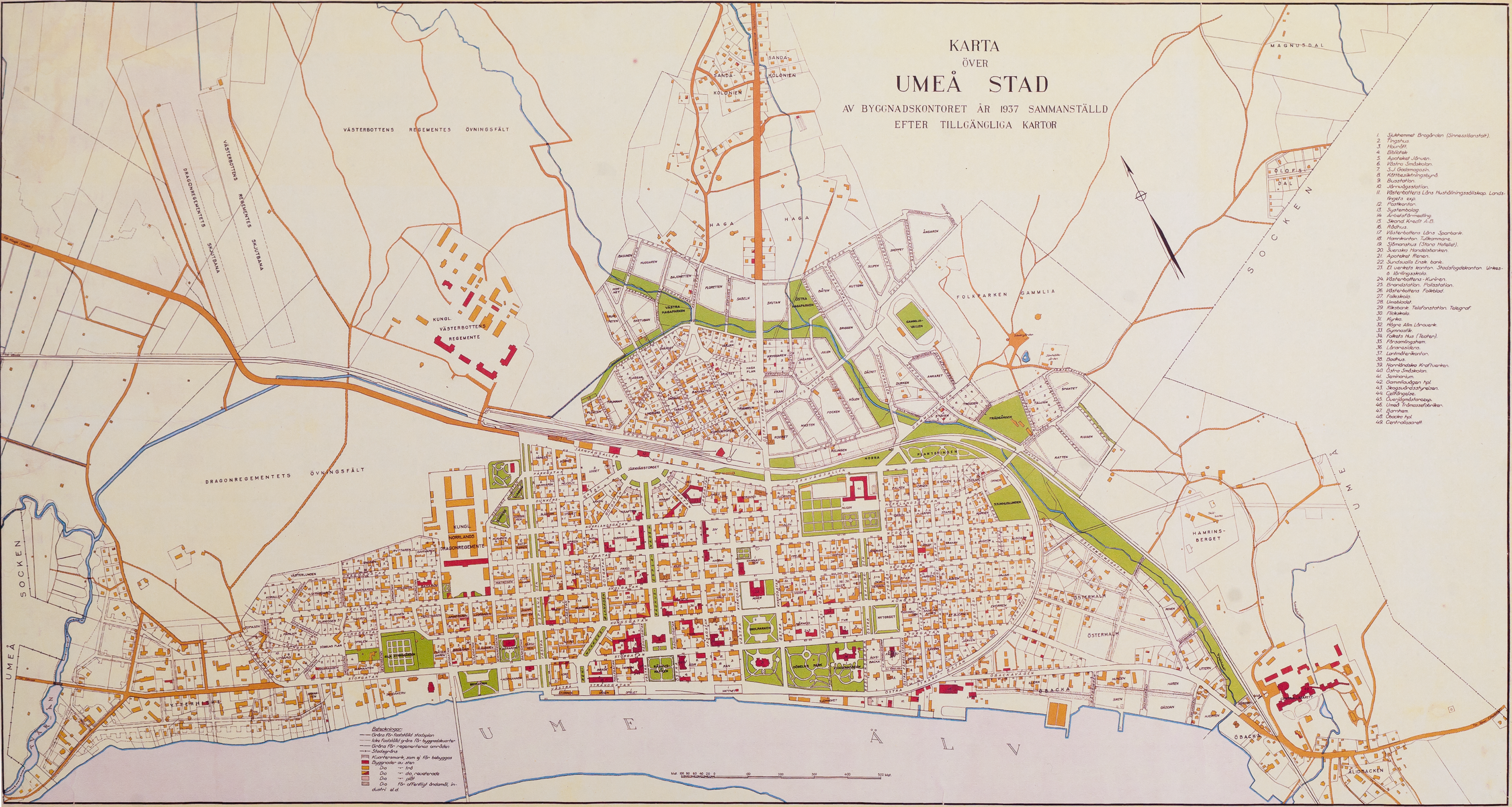
Umeå stad 1937.

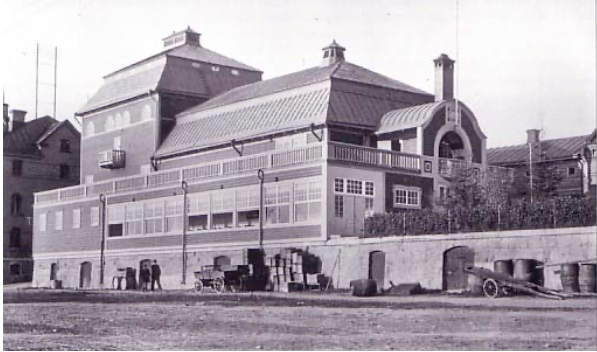
Umeå Nya Teater, 1907–1913.

År 1902 nådde järnvägens stambana fram till Umeå, vilket föranledde en utökning av stadsplanen mot norr, där den kontinentalt inspirerade vägingenjören Otto Fröman anlade Järnvägstorget där sex gator strålade samman i en halvcirkel framför Järnvägsstationen. Eftersom Umeå tätort, på grund av den kraftiga landhöjningen hade kommit att ligga drygt en mil från havet, tvingades Umeå stad 1920 bygga en uthamn i Holmsund. I Nordmaling fanns en flygplats, som 1961 flyttade till Alvik utanför Teg och senare bytte namn till Umeå Airport. År 1949 invigdes Tegsbron över vilken E4 och E12 gick fram till 2012, då vägarna fick en ny sträckning över Kolbäcksbron. Det sista året av millenniet påbörjades byggnationen av Botniabanan, som invigdes 2010.
Storsatsningen på ett nytt, stort teaterhus som invigdes 1907 kunde ha varit epokgörande, om inte huset brunnit ned så snart, redan 1913. Väntan på ett nytt teaterhus skulle vara i 70 år.

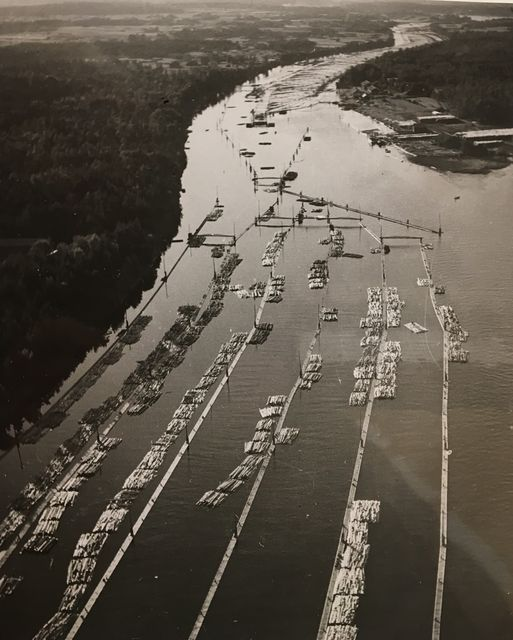
Buntsortering I Umeälven.

År 1915 anlades ett sorteringsverk för timmerflottning i Lillån i Umeälven vid Öns sydvästra del, som var verksamt fram till 1980. Under rekordåren på 1930-talet transporterades varje år närmare 13 miljoner stockar – motsvarande 30 000 fullastade timmerbilar – r via LIllåns skiljeställe, som på somrarna hade uppåt 500 anställda.
På 1920-talet undgick Umeå den så kallade regementsdöden och efter inkorporering av områdena Öbacka, Ålidhem, Sofiehem och Gimo uppnåddes 10 000 invånare. I konkurrens med andra norrlandsstäder lyckades Umeå sedan "erövra" en dubblering av folkskollärarinneutbildningen och 1936 placeringen av Hovrätten för Övre Norrland. Under motbokstidens första år uppmärksammades det så kallade Umeåsystemet. På förslag av VK-redaktören Gustav Rosén förbjöds 1923 all vin- och spritservering i Umeå, och motboksåldern skulle höjas varje år så att all försäljning till slut skulle upphöra. Staden övergav dock experimentet redan 1926, då Rosén lämnade Umeå för att bli statsråd.
Bondebefolkningen ingick den 21 februari 1928 en sammanslutning på Backen, vilket var startskottet för Riksförbundet Landsbygdens folk (RLF), vilket 1971 ombildades till Lantbrukarnas Riksförbund, LRF.
I början av 1900-talet anlades flera industrier vid Umeälvens strand nedströms innerstaden. Framför allt rörde det sig om träindustrier. Massatillverkaren Umeå träsliperi anlades 1910 vid nuvarande konstnärligt campus. En bit längre nedströms, på ömse sidor om Sandbäckens utlopp nedanför Ålidbacken, tillkom omkring 1900 Öbacka sågverk och Umeå ångsåg (även kallad Löwlingssågen). Vid Kolbäckens utlopp vid nuvarande Strömpilen fanns en gammal kvarnplats där en tjärfabrik etablerats. Efter att denna lagts ner anlades där 1910 Sofiehems sågverk, som 1927 fick ge plats för Sofiehems träsliperi, sedermera Bowaters och Sofiehem Pulp. Nedanför nuvarande Returmarknaden uppfördes Gimonäs sågverk 1917. I samma område fanns även ett tegelbruk (grundat 1890) och en lådfabrik. Bostadsområdena Sofiehem och Gimonäs växte fram som arbetarstadsdelar i anslutning till dessa industrier.

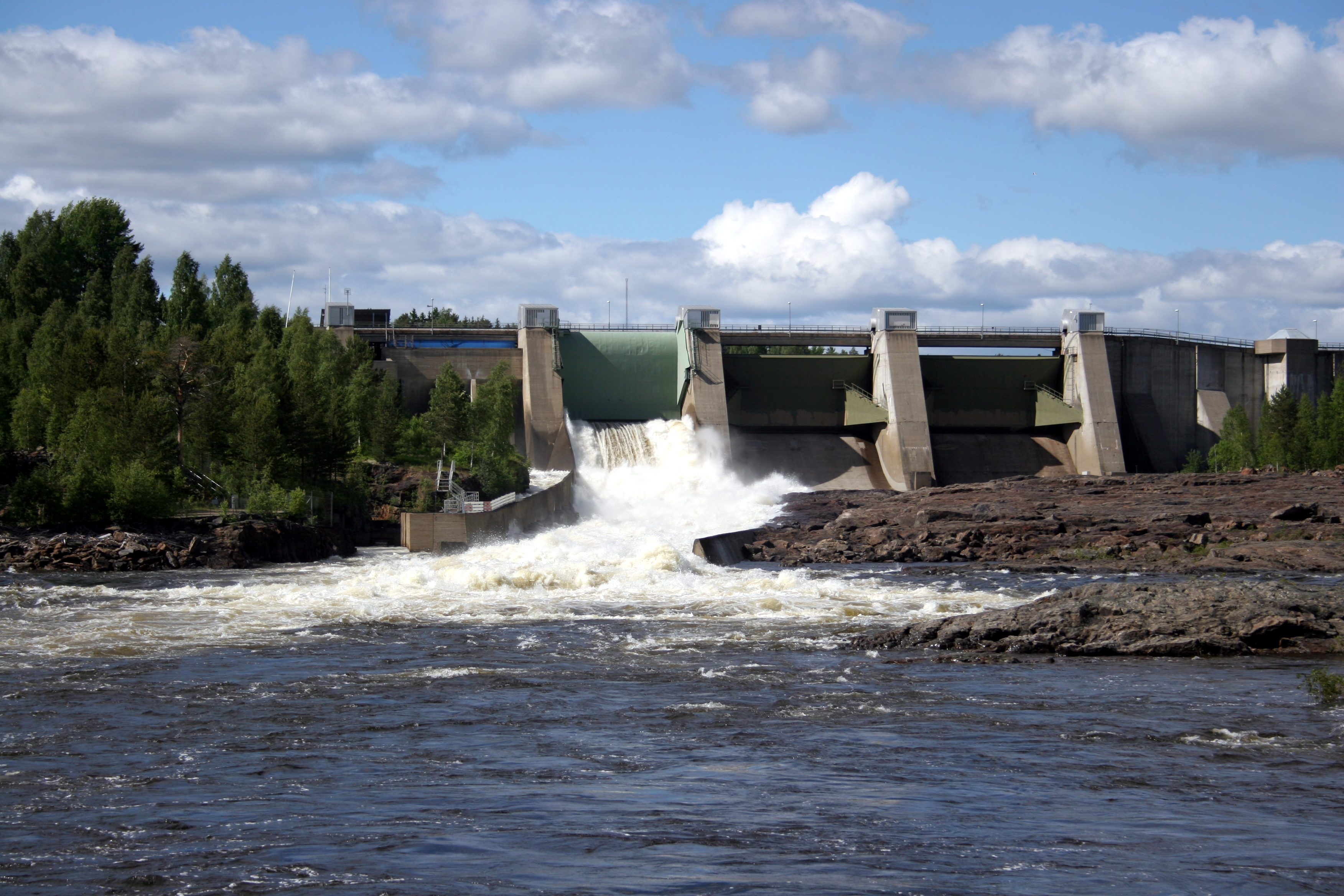
Stornorrfors kraftverk.

Tillverkningsindustrin växte med bland annat Hilding Carlssons Mekaniska Verkstad, som 1933 konstruerade Sveriges första rälsbuss och var ledande i sin bransch. Volvo lastvagnar på Teg har sitt ursprung i ett möbelsnickeri som drevs av uppfinnaren Gösta Nyström, vilken också grundade Nyström Nordpatent. Komatsu Forests föregångare Umeå Mekaniska grundades i Umeå 1961. Den växande stadens elkraftsbehov löstes 1958 genom bygget av Stornorrfors kraftverk ett par mil uppströms Umeälven.
I slutet av 1950-talet tilldelades Umeå först ett tandläkarinstitut och senare en medicinsk högskola, vilket lade grunden för att Umeå lasarett 1957 kunde uppgraderas till regionsjukhus för Övre Norrland, och för Norrlands första universitet, som invigdes 1965. Umeås befolkning ökade från 1950-talet med 1 000 invånare per år med "svackor" under 1980-talet och slutet av 1990-talet. Den 1 januari 1965 uppgick Umeå landskommun (Backen och Teg) i Umeå stad, som därmed hade 47 000 invånare. Även de tidigare landskommunerna Holmsund, Hörnefors, Sävar och Holmön blev 1974 en del av Umeå kommun. Till följd av den kraftiga befolkningsökningen dessa år uppfördes i rask takt en mängd bostadsområden, av vilka Ålidhem, Mariehem, Ersboda, Umedalen och Tomtebo är de största.

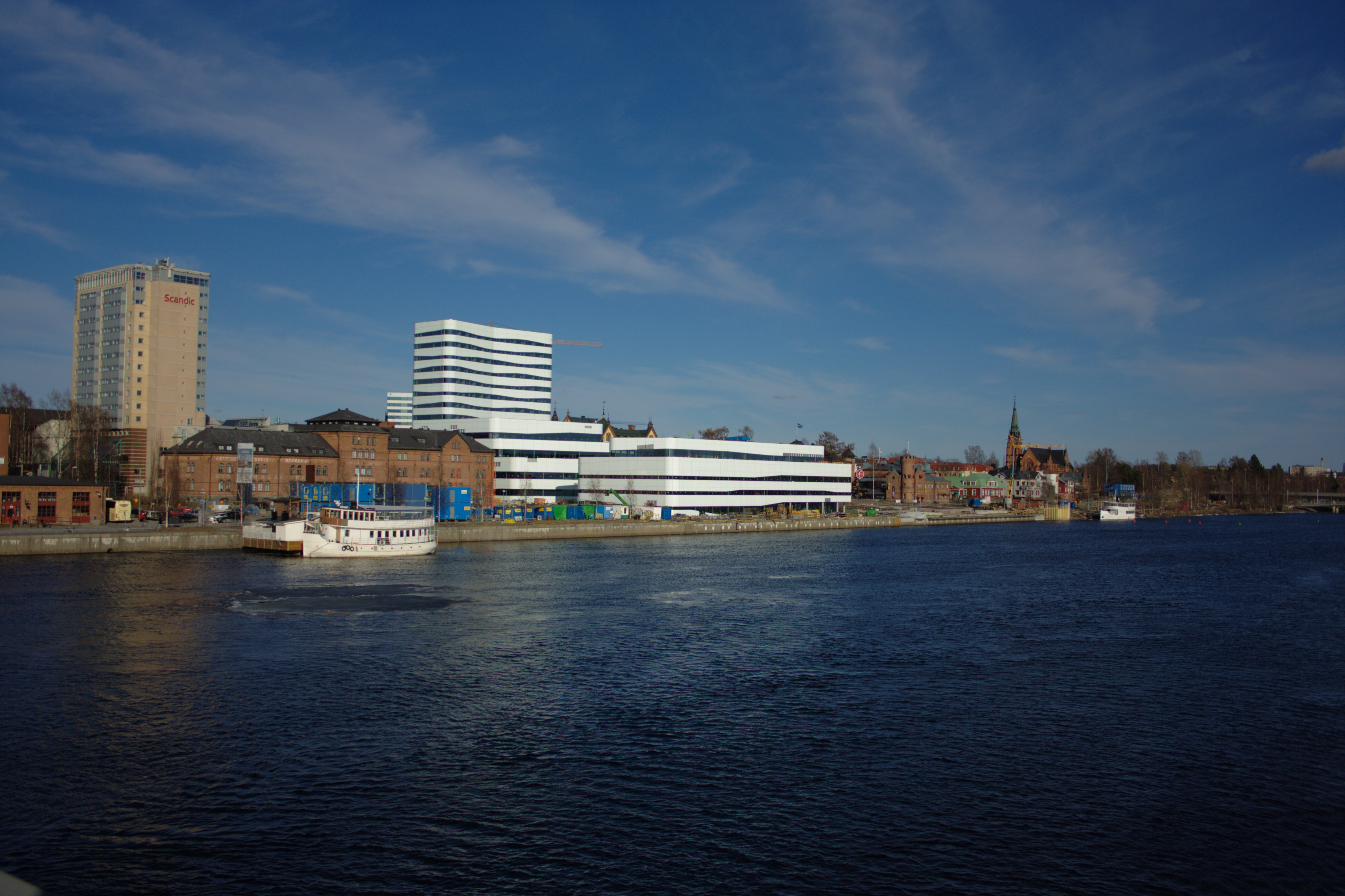
Kulturhuset Väven och Skeppsbron, 2014.

Själva innerstaden genomgick i mitten av 1900-talet flera förändringar, bland annat genom att delar av Kungsgatan gjordes till gågata, och stora varuhus som Epa, Tempo (nuvarande Åhléns) och Domus (nuvarande MVG-gallerian) uppfördes vid Rådhustorget. På 1980-talet anlades Vasaplan, där Stadsbiblioteket, Folkets hus och flera gallerior byggdes kring lokalbussterminalen. Därefter har stadskärnan utvidgats i etapper, både västerut mot Renmarkstorget och på höjden, med allt fler byggnader på tio våningar eller mer.

## 2000-talet
Våren 2012 invigdes Konstnärligt campus vid Umeå universitet på det gamla industriområde som under det tidiga 1900-talet inrymt Umeå träsliperi. På området finns nu Konsthögskolan (invigd 1987), Designhögskolan (1989), Arkitekthögskolan (2009), Bildmuseet (2012), Sliperiet (2014), samt lokaler för 3D-verktyg och Curiosum, ett "science center" med syftet att intressera barn och unga nyfikna på vetenskap och teknik.

## Annat
Centrala Umeå är av riksintresse för kulturmiljövården.

## Administrativa tillhörigheter
Umeå stad ombildades vid kommunreformen 1862 till en stadskommun. År 1965 införlivades Umeå socken/landskommun. År 1971 uppgick Umeå stad i Umeå kommun med Umeå som centralort.
I kyrkligt hänseende har orten alltid hört till Umeå stadsförsamling med delar i Umeå landsförsamling. Efter församlingsutbrytningar ingår delar av orten sedan 1963 i Tavelsjö församling och Tegs församling, sedan 1971 i Ålidhems församling och sedan 1998 i Umeå Maria församling.
Orten ingick till 1971 i domkretsen för Umeå rådhusrätt. Sedan 1971 ingår Umeå i Umeå tingsrätts domsaga.

## Läs mer
- Steckzén, Birger (1981(1922)). Umeå stads historia 1588–1888. Norrländska skrifter, 0349-3202 ; 6 (Facs.-utg.). Umeå: Två förläggare. Libris 7753338. ISBN 91-85920-05-3 (inb.)
- Olofsson, Sven Ingemar; Eriksson Karin (1972). Umeå stads historia 1888–1972. Umeå: Umeå kommunfullmäktige. Libris 88277
- Olsson Lars Gunnar, Haugen Susanne, Edlund Lars-Erik, Tedebrand Lars-Göran, red (2013). Umeå 1314–2014: 100 berättelser om 700 år. Skrifter / utgivna av Johan Nordlander-sällskapet, 0348-6664 ; 30. Skellefteå: Artos & Norma. Libris 14803107. ISBN 9789175806686
- Hugoson, Rolf; Granlund Anna (2016). Umeå stads historia 1950-2010 (1. uppe.). Umeå: Pondus Kommunikation. Libris 19886681. ISBN 9789188445995